# Nola paulianalis
Nola paulianalis är en fjärilsart som beskrevs av De Toulgoët 1961. Nola paulianalis ingår i släktet Nola och familjen trågspinnare. Inga underarter finns listade i Catalogue of Life.